# Pinguicula emarginata
Pinguicula emarginata är en tätörtsväxtart som beskrevs av S.Z. Ruiz och J. Rzedowski. Pinguicula emarginata ingår i släktet tätörter, och familjen tätörtsväxter. Inga underarter finns listade i Catalogue of Life.

## Bildgalleri

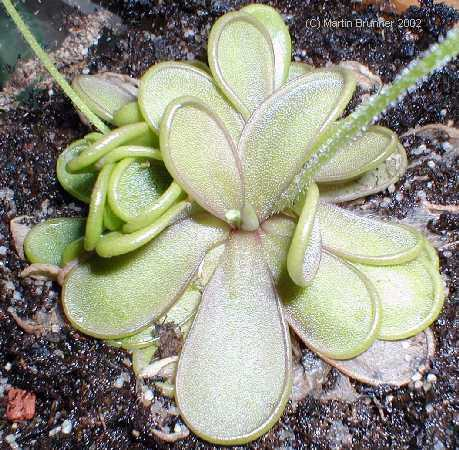
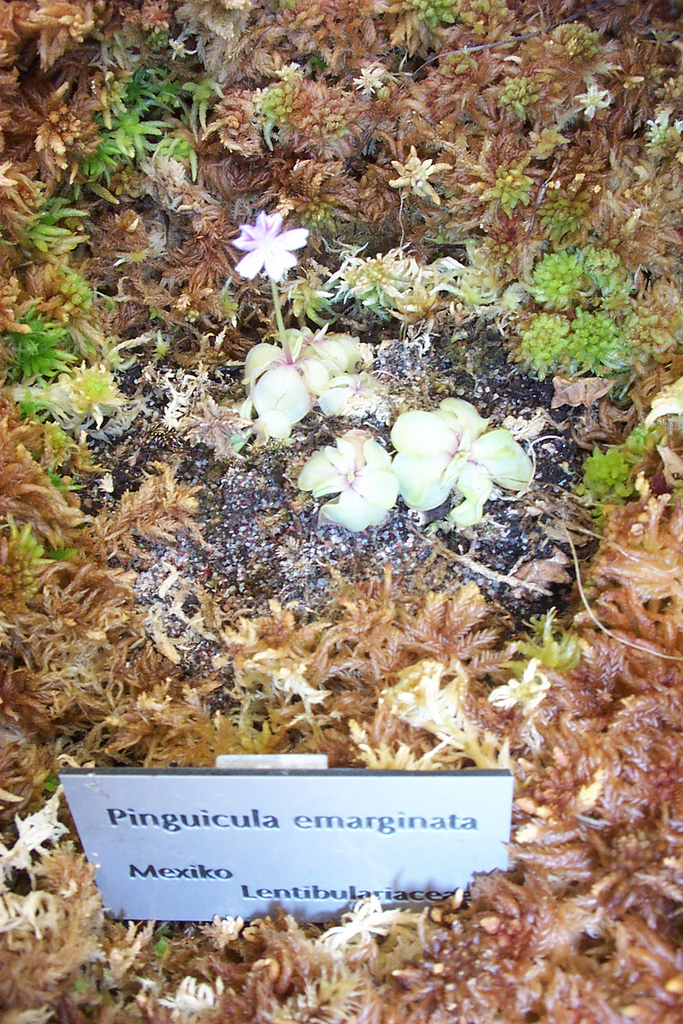
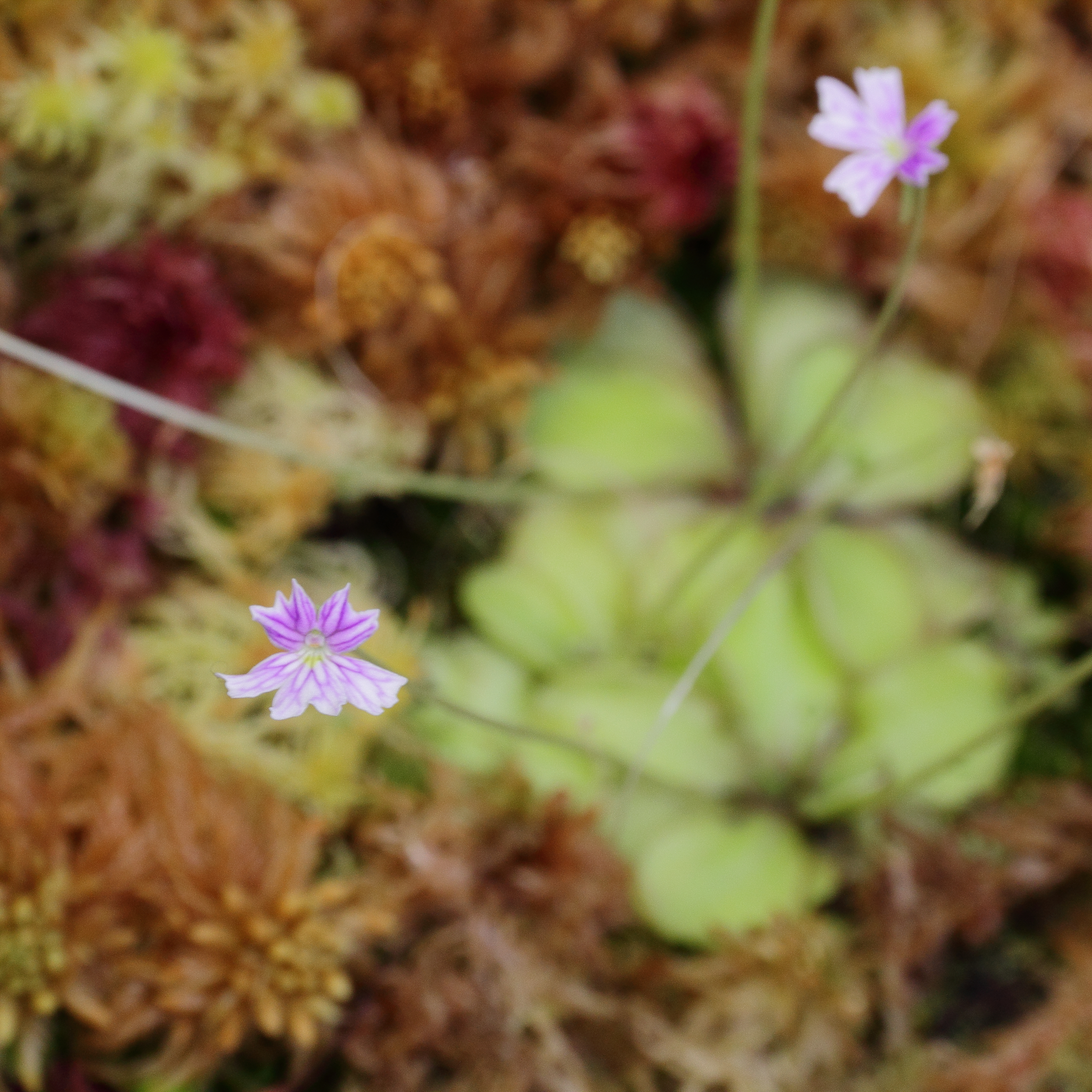
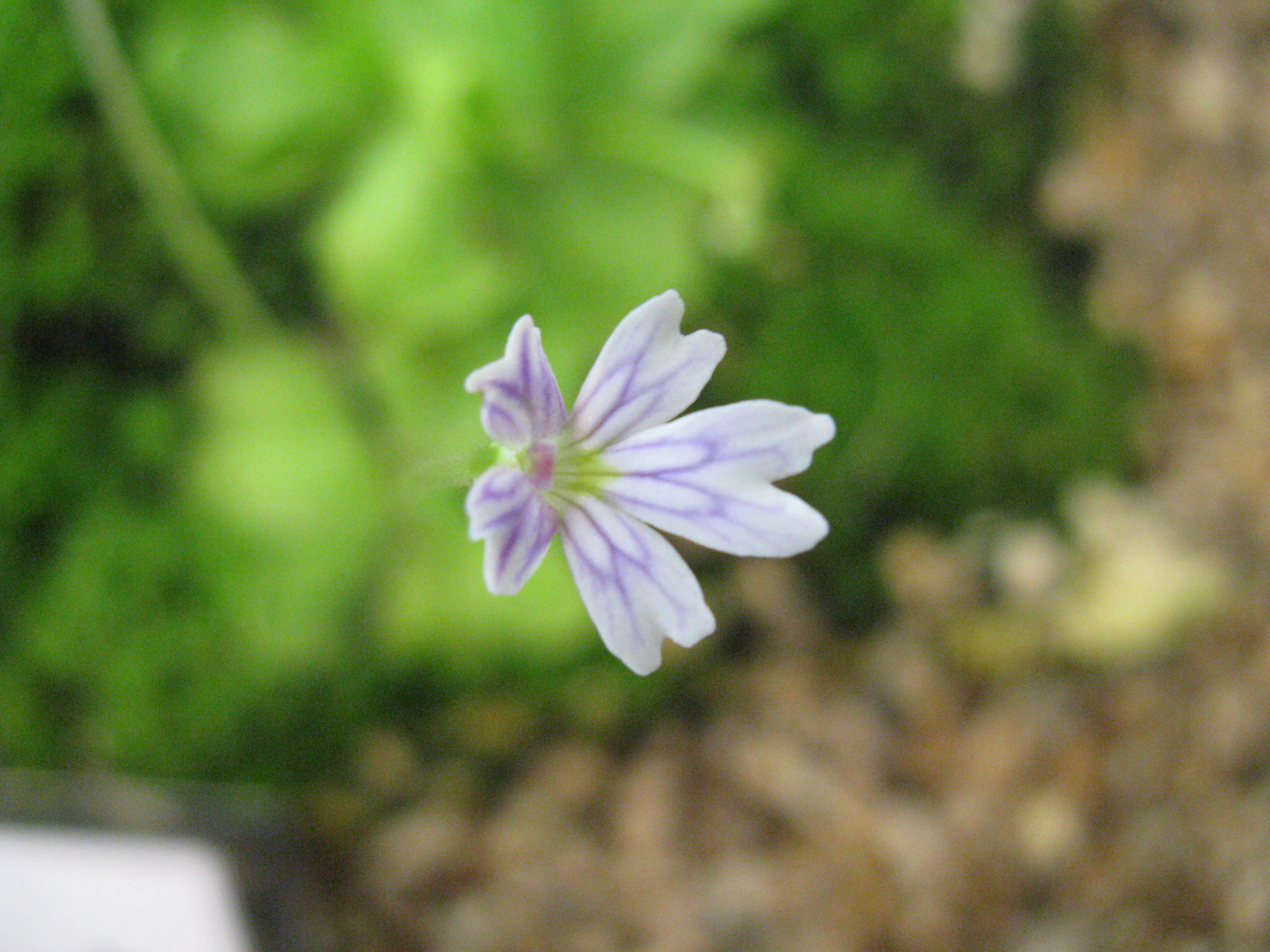
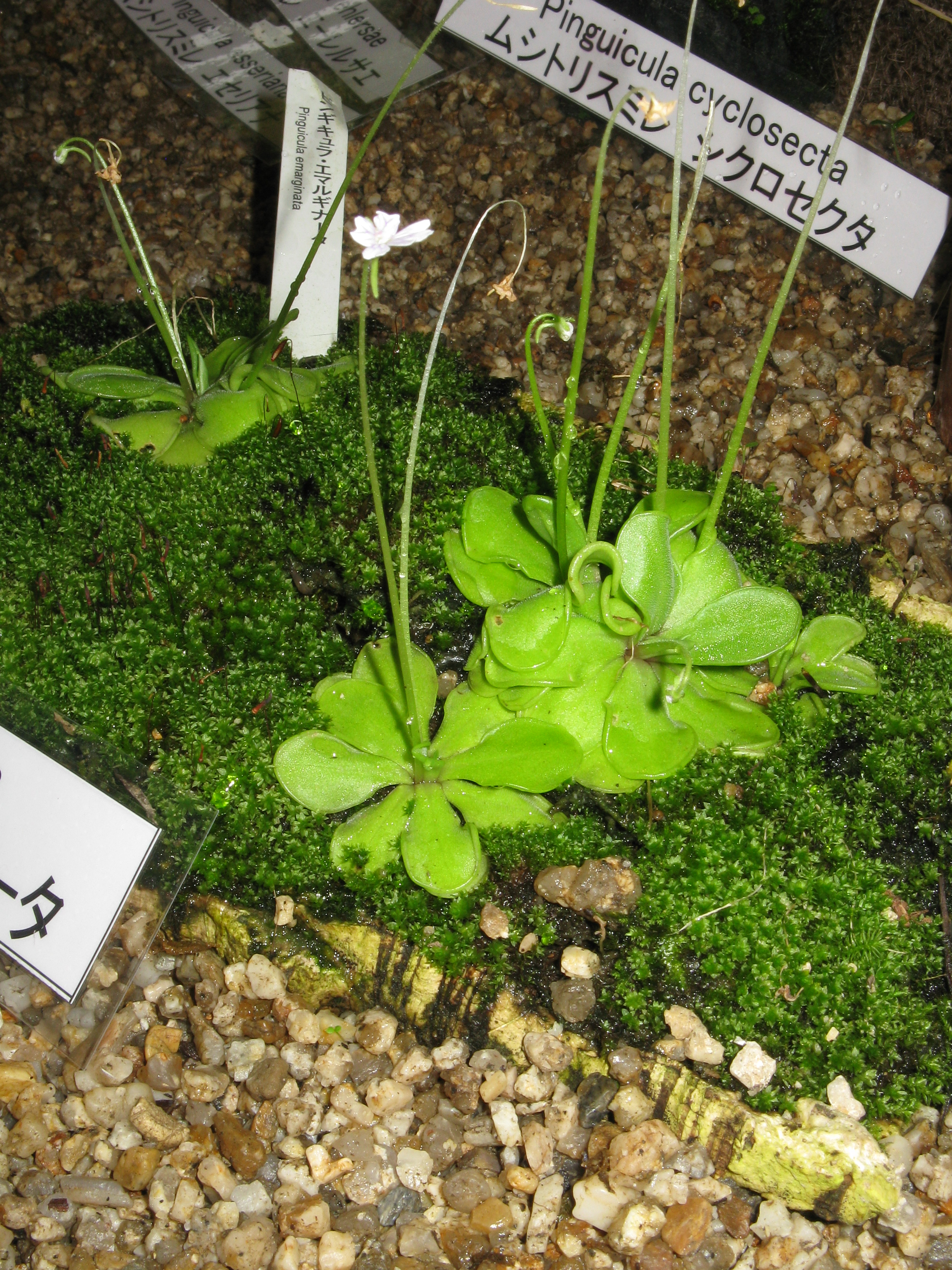